# El Hortelano
El Hortelano, właśc. José Alfonso Morera Ortiz (ur. 6 sierpnia 1954 w Walencji, zm. 19 grudnia 2016) – hiszpański rysownik, ilustrator i malarz związany z ruchem La movida madrileña. 

## Zarys biografii
Studiował medycynę, jednak studia te porzucił. W latach 70. współpracował jako rysownik z czasopismami katalońskimi (m.in. Ajoblanco, El Viejo Topo, Triunfo). Ze środowiskiem movidy zapoznał się w 1975 roku, kiedy to odbywał służbę wojskową w Madrycie. Nawiązał współpracę z rysownikiem Ceesepe, z którym później wyjechał do Paryża i Londynu. W 1978 roku ożenił się z artystką Barbarą Allende (znaną pod pseudonimem Ouka Lele), z którą zamieszkał w Barcelonie. Małżeństwo odbyło liczne podróże (m.in. do Nowego Jorku, Jugosławii i Niemiec). W 1982 roku para wróciła do Madrytu, rozstali się dwa lata później. W 1887 roku El Hortelano wyjechał do Nowego Jorku dzięki stypendium Comité Hispano Americano, do stolicy Hiszpanii przeprowadził się ponownie dopiero po 11 latach. 

## Twórczość
Debiutował jako rysownik komiksów, malarstwem zajął się dopiero później. Jego twórczość malarska pozostała jednak związana z komiksowymi inspiracjami (przejawiającymi się m.in. w sposobie rysowania postaci oraz w tworzeniu wyrazistych konturów). W pierwszym okresie twórczości chętnie sięgał po tematy związane z miastem i jego życiem. W 1984 roku nieszczęścia życia osobistego malarza (śmierć ojca, rozstanie z żoną) sprawiły, że jego twórczość stała się dużo bardziej pesymistyczna, związana z kategoriami samotności i nieobecności. Jednak od 1985 pesymizm ten był przez artystę przełamywany, jego twórczość stawała się stopniowo odchodziła też od tematyki miejskiej, z czasem pojawiało się też coraz więcej optymistycznych barw (żółć, czerwień). 
Poza malarstwem zajmował się także projektowaniem tekstyliów, książek, okładek płyt. Wraz z Ceesepe nakręcił też krótkometrażowy film Koloroa, a także serię ilustracji do muzyki zespołu Radio Futura. Jest też autorem tekstów literackich, wydanych wraz z ilustracjami w tomach Manifesto emocionado oraz Quiero ser miércoles. Publikował też w piśmie La Luna de Madrid. Projektował także okładki płyt m.in. dla zespołu Gabinete Caligari i Radio Futura. Ilustrował książki, był też autorem kostiumów i scenografii do filmu Luisa Eduarda Aute Delirios de Amor.